# Římskokatolická farnost Malonty
Římskokatolická farnost Malonty je územním společenstvím římských katolíků v rámci českokrumlovského vikariátu Českobudějovické diecéze.

## O farnosti

### Historie
Plebánie v Malontech se prvně připomíná k roku 1384 jako součást Doudlebského děkanátu. Po polovině 20. století přestala být obsazována sídelním duchovním správcem. Jedním z posledních duchovních správců, bydlících přímo v Malontech, byl vyšebrodský cisterciák Xaver Švanda, O.Cist., působící zde poté, co mu byl po letech perzekuce a znemožňování veřejného působení navrácen státní souhlas.

### Současnost
Farnost Malonty je součástí kollatury farnosti Kaplice, odkud je vykonávána její duchovní správa. Vedle pravidelných nedělních bohoslužeb je ve farnosti obvyklé setkávání k rozhovorům o víře a výuka náboženství.
| Kostel                 | Místo   | Bohoslužba | Bohoslužba | Poznámka     |
| ---------------------- | ------- | ---------- | ---------- | ------------ |
| Kostel sv. Bartoloměje | Malonty | neděle     | 8.00       | farní kostel |